# Karol Rebro
Karol Rebro (* 27. Oktober 1912 in Horovce; † 31. Oktober 2000 in Bratislava) war ein slowakischer Rechtswissenschaftler, Rechtshistoriker und Rektor der Comenius-Universität Bratislava.

## Leben und Wirken
Rebro studierte von 1931 bis 1936 Rechtswissenschaften an der Comenius-Universität Bratislava. Nach der Promotion arbeitete er als wissenschaftlicher Assistent für Römisches Recht unter den beiden in Bratislava tätigen Romanisten Miroslav Boháček und Václav Budil. Nach einem Studienaufenthalt in Italien vollendete Rebro 1940 in Bratislava seine Habilitation mit einer Schrift zum Konkubinat im Römischen Recht, woraufhin er dort eine Professur antrat. Nach dem Zweiten Weltkrieg fungierte Rebro zunächst als Dekan der Bratislavaer rechtswissenschaftlichen Fakultät, von 1949 bis 1950 war er Rektor der Universität Bratislava. 1951 musste Rebro jedoch aus politischen Gründen die juristische Fakultät der Universität Bratislava verlassen. So war er ab 1951 etwa in der Universitätsbibliothek und ab 1954 an der Slowakischen Akademie der Wissenschaften tätig. 1969 kehrte er als ordentlicher Professor an die Universität Bratislava zurück und nahm seine römisch-rechtlichen Studien und Vorlesungen wieder auf. Bis zu seiner Emeritierung lehrte und forschte er dort.
Rebro war einer der bedeutendsten Romanisten der Slowakei. Über 200 Publikation zum Römischen Recht und seinem Bezug zum zeitgenössischen slowakischen Recht stammen aus seiner Feder. Von ihm stammt auch das erste Lehrbuch zum Römischen Recht in slowakischer Sprache. Zudem publizierte Rebro einige Werke zur slowakischen Rechtsgeschichte, die vor allem in der Zeit entstanden, die er außerhalb der Fakultät verbrachte.

## Werke (Auswahl)
- Dissenz v kauze pri tradícii. (Dissens über die causa bei der traditio.), Bratislava 1934
- Konkubinát v práve rímskom od Augusta po Justiniána. (Konkubinat im Römischen Recht von Augustus bis Justinian.), Bratislava 1940 (Habilitationsschrift)
- Juliánova náuka o práve obyčajovom. (Julians Lehre vom Gewohnheitsrecht.), Bratislava 1944
- Urbárska regulácia Márie Terézie a poddanské reformy Jozefa II. (Die Urbanregulation Maria Theresias und die Hörigkeitsreformen Josefs II.), Bratislava 1959
- Cesta národa. Svedectvo o boji Slovákov za národný štát (Der Weg der Slowaken zur nationalen Souveränität.), Bratislava 1969
- Rímske právo. (Römisches Recht), Bratislava 1980
- mit Peter Blaho: Praktické cvičenia z rímskeho práva. (Praktische Übungen aus dem römischen Recht.). 2. Auflage. Bratislava 1991.